# Bisexual Resource Center
Bisexual Resource Center (BRC) é uma organização educacional sem fins lucrativos que tem servido à comunidade bissexual desde 1985. Situado em Boston MA, o BRC fornece educação sobre o bissexual e questões progressivas, e suporte para pessoa bissexual.
O BRC produz o Bisexual Resource Guide, agora na sua quarta edição. O guia foi editado por Robyn Ochs e mais de 150 voluntários de localidades do mundo inteiro. O guia pretende ser um diretório compreensivo  do bissexual e organizações bi-inclusivas., incluindo grupos políticos é destinado para ser um diretório abrangente de organizações bissexuais e bi-inclusive, inclusive grupos políticos, grupos juvenis, pessoas bissexuais de cores diferentes, alianças multiculturais, e clubes de estudantes universitários. O guia também fornece informação e reuniões sociais bissexuais inclusivas, centros religiosos, livrarias, e organizações de "suporte" à AIDS/AIDS, bem como a informação da bissexualidade nos meios de comunicação.